# Avenida Paulista (minissérie)
Avenida Paulista é uma minissérie brasileira produzida e exibida pela TV Globo de 10 a 28 de maio de 1982, em 17 capítulos.
Escrita por Daniel Más e Leilah Assumpção, com coordenação de texto de Luciano Ramos; foi dirigida por Jardel Mello, Hugo Barreto, Cassiano Filho e Walter Avancini; e trilha sonora original de César Camargo Mariano.
Contou com Antônio Fagundes, Bruna Lombardi, Martha Overbeck, Ney Latorraca, Walmor Chagas e Dina Sfat nos papéis principais.

## Enredo
Alex Torres é um funcionário do Banco Scorza que se aproveita de uma falha no sistema para desviar US$10 milhões de cruzeiros para suas contas pessoais. O presidente do banco, Frederico, descobre o desvio, mas decide não lhe confrontar, promovendo o funcionário – que continua imaginando que seu golpe foi bem sucedido para poder utilizá-lo como culpado da falência inevitável em que a empresa caminha. Frederico tem como parceira no golpe Paula, diretora do banco e sua amante, que seduz Alex propositalmente para descobrir o que ele sabe e arruinar seu casamento com Juliana, que tentou convencer o marido a devolver o dinheiro. Tudo muda quando Frederico rompe o caso com Paula, propondo que eles sejam apenas parceiros de crime, fazendo com que ela se revolte e conte tudo a Alex, unindo-se a ele para levar roubar toda fortuna do banqueiro.
Os dois começam a chantagear os outros dois sócios do banco, Rodrigo e Edgar, irmãos de Frederico, que ficam nas mãos da dupla após Alex e Paula descobrirem um esquema de desvio de dinheiro ilegal e assim conseguem informações confidenciais. A dupla ainda destrói a vida dos filhos do banqueiro: Sérgio que é chantageado por um segredo seu, acaba simulando um sequestro que da tudo errado, e acaba perdendo a herança e sendo enviado para fora do país, quando volta acaba cometendo suicídio quando descobre que é adotado, enquanto Eduardo perde a herança por registrar um filho fora do casamento, ficando assim AnaMaria a única herdeira. Interessado em Anamaria, Alex ainda consegue tirar de seu caminho o noivo dela, Albino, também sócio do banco, aproximando-se da moça para se casar com ela.
Frederico, porém, é assassinado misteriosamente e todas suspeitas caem sobre Alex, tendo como seu único álibi a parceira Paula, que decide depor contra ele. O golpista é preso pelo golpe financeiro e pelo assassinato, enquanto Paula se encontra com Frederico vivo no final.

## Elenco
| Interprete           | Personagem                  |
| -------------------- | --------------------------- |
| Antônio Fagundes     | Alex Torres                 |
| Walmor Chagas        | Frederico Scorza            |
| Dina Sfat            | Paula Alencar               |
| Bruna Lombardi       | Anamaria Scorza             |
| Martha Overbeck      | Alice Scorza                |
| Ney Latorraca        | Sérgio Scorza (Serginho)    |
| Wanda Stefânia       | Juliana Xavier              |
| Odilon Wagner        | Albino Almeida Moraes       |
| Luiz Armando Queiroz | Eduardo Scorza (Dudu)       |
| João José Pompeo     | Rodrigo Scorza              |
| Yara Lins            | Elvira Scorza               |
| Odavlas Petti        | Edgar Scorza                |
| Andrea L’abatte      | Manoel Carlos (Maneco)      |
| Walter Forster       | Álvaro Passos               |
| Lélia Abramo         | Isabel Alves (Bebel)        |
| Zélia Toledo         | Tânia                       |
| Maria Duda           | Maria do Carmo Alves Scorza |
| Jolly Fernandes      | Alexandra Torres            |

### Participações especiais
| Interprete          | Personagem         |
| ------------------- | ------------------ |
| Angélica            | Anamaria (criança) |
| Rosita Thomaz Lopes | Renata Gouveia     |
| Abrahão Farc        | Seixas             |
| Benjamin Cattan     | Gustavo Nogueira   |
| Rofran Fernandes    | Dante Meireles     |
| Thales Pan Chacon   | Bianco             |
| Vivien Marie        | Maureen            |
| Helen Helene        | Lucinha            |
| Edith Siqueira      | Margô Marins       |
| Paulo Minervino     | Almir              |
| Esmeralda Hannah    | Eny                |
| Walter Cruz         | Noé Dantas         |
| Ruly Alexander      |                    |
| Celso Saiki         | Joselino           |
| Zildetti Montiel    | Patrícia           |
| Henrique Lisboa     | Delegado           |
| Paolino Raffanti    | Dr. Aldo Oliveira  |
| Jorge Takla         | Sheik Árabe        |
| Theo de Faria       | Durval             |
| Carlo Briani        | Luca               |
| Eliana Makdisse     |                    |
| Joselita Alvarenga  | Julia              |
| Maria Ferreira      |                    |
| Luiz Guilherme      |                    |
| Maria Ferreira      |                    |
| Vera Nunes          | Amiga de Bebel     |
| Rosane Donati       |                    |
| Paulo Gorgulho      | Caio Bonini Filho  |
| Zé Carlos Machado   | Repórter           |
| Sílvia Bandeira     | Modelo             |
| Eduardo Silva       | Martinho           |

## Exibição
Foi reprisada entre 4 e 14 de novembro de 1985, em 10 capítulos, na faixa das 23h.

### Outras Mídias
Em 30 de outubro de 2023, foi disponibilizada na íntegra pelo Globoplay, como parte do Projeto Resgate.
Inicialmente, a minissérie foi disponibilizada pela plataforma sem o capítulo 6 e com uma falha no áudio no capítulo 14. Um grupo de assinantes do canal encontrou o material do sexto capítulo através de uma gravação na versão portuguesa do canal GNT, e utilizaram um recurso de Inteligência Artificial para corrigir os erros do 14. Com a manifestação, a Globo disponibilizou o capítulo perdido na plataforma com a mídia internacional e em nota, justificou que a atração ainda não havia sido armazenada corretamente no sistema. A fita da versão estrangeira é do formato U-matic, enquanto a fita da versão original havia sido danificada com o tempo sendo impossível de ser recuperada.

## Curiosidades
- Foi a segunda minissérie da TV brasileira, dando continuidade ao projeto da emissora de ocupar o horário das 22h com programas nacionais, descartando os enlatados.
- A apresentadora Angélica fez sua primeira aparição na TV Globo nas cenas de "flashback" da personagem de Bruna Lombardi.[7]
- Foi o primeiro trabalho do ator Thales Pan Chacon na televisão.